# Semidalis pallidicornis
Semidalis pallidicornis är en insektsart som beskrevs av Monserrat 2002. Semidalis pallidicornis ingår i släktet Semidalis och familjen vaxsländor. Inga underarter finns listade i Catalogue of Life.